# Suur väin
Suur väin – cieśnina na Morzu Bałtyckim, położona między wyspą Muhu a kontynentalną częścią Estonii. Łączy cieśninę Väinameri z Zatoką Ryską. Ma 20 km długości i od 6 do 12 km szerokości. Głębokość cieśniny na całej długości przekracza 10 m, a jej maksymalna głębokość wynosi 22 m. W cieśninie znajduje się kilka wysp: Papilaid i Papirahu (obie należą do Parku Narodowego Matsalu), Kesselaid (wchodzi w skład chronionego obszaru krajobrazowego Kesselaiu maastikukaitseala), Kõbajad i Uulutilaid (należące do rezerwatu przyrody Puhtu-Laelatu looduskaitseala), a także Viirelaid. Większość ruchu w cieśninie między kontynentem a wyspami Muhu i Sarema odbywa się przez porty w Virtsu i Kuivastu. Istnieją również plany budowy mostu lub tunelu prowadzącego przez cieśninę.